# Lava (België)
Lava is een gehucht in de deelgemeente Eben-Emael van de gemeente Bitsingen in het noorden van de Belgische provincie Luik. Het gehucht ligt in het uiterste zuiden van het dorp aan de splitsing van de wegen naar Loën, Wonck en Zichen.
Het gehucht ligt aan de rivier de Jeker in het smalle Jekerdal dat hier ingeklemd wordt door de Sint-Pietersberg/Plateau van Caestert in het oosten en het Haspengouws Plateau in het westen.

## Geologie
De Horizont van Lava in de Kalksteen van Emael die in de omgeving in de bodem zit is vernoemd naar het gehucht. In de omgeving liggen verschillende kalksteengroeves, waaronder de Groeve Marnebel en de Groeve Romontbos, en ten zuidwesten van het gehucht is op een heuvel de Toren van Eben-Ezer gebouwd van vuursteen die in een lokale groeve werd gewonnen.
Deelgemeenten: Bitsingen · Boirs · Eben-Emael · Glaaien · Rukkelingen-aan-de-Jeker · Wonck

Gehucht: Lava

Belgische gemeenten · arrondissement Luik · provincie Luik · Wallonië